# Municipio de Van Buren (condado de Jackson, Misuri)
El municipio de Van Buren (en inglés: Van Buren Township) es un municipio ubicado en el condado de Jackson en el estado estadounidense de Misuri. En el año 2010 tenía una población de 7671 habitantes y una densidad poblacional de 41,33 personas por km².

## Geografía
El municipio de Van Buren se encuentra ubicado en las coordenadas 38°53′49″N 94°11′28″O / 38.89694, -94.19111. Según la Oficina del Censo de los Estados Unidos, el municipio tiene una superficie total de 185.6 km², de la cual 183.21 km² corresponden a tierra firme y (1.29%) 2.39 km² es agua.

## Demografía
Según el censo de 2010, había 7671 personas residiendo en el municipio de Van Buren. La densidad de población era de 41,33 hab./km². De los 7671 habitantes, el municipio de Van Buren estaba compuesto por el 96.42% blancos, el 0.77% eran afroamericanos, el 0.44% eran amerindios, el 0.57% eran asiáticos, el 0.16% eran isleños del Pacífico, el 0.39% eran de otras razas y el 1.25% pertenecían a dos o más razas. Del total de la población el 1.43% eran hispanos o latinos de cualquier raza.